# Lawrie Reilly
Lawrance Reilly, noto come Lawrie Reilly (Edimburgo, 28 ottobre 1928 – Edimburgo, 22 luglio 2013), è stato un calciatore scozzese, di ruolo attaccante.

## Carriera

### Club
Fu capocannoniere del campionato scozzese nel 1950-1951, nel 1951-1952 e nel 1952-1953.

### Nazionale
Tra il 1948 ed il 1957 ha totalizzato complessivamente 38 presenze e 22 reti nella nazionale scozzese.

## Palmarès

### Club

#### Competizioni nazionali
- Campionato scozzese: 3

Hibernian: 1947-1948, 1950-1951, 1951-1952